# Violación

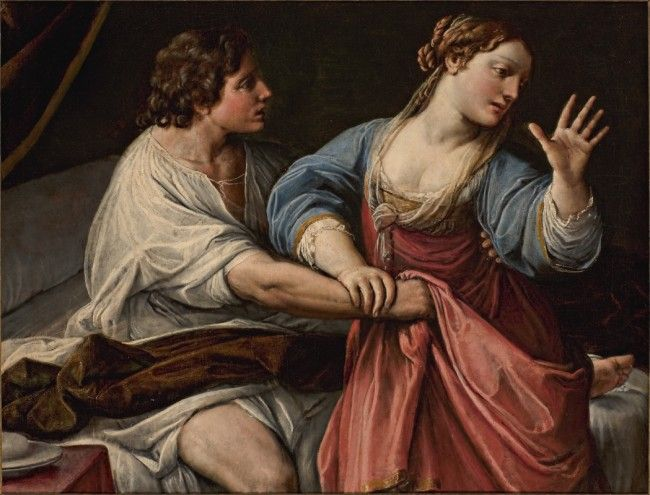
Escena pintada por Alessandro Tiarini que representa a un hombre forzando a una mujer a mantener relaciones sexuales.

La violación es un delito sexual que consiste en forzar a una persona a mantener relaciones sexuales sin su consentimiento. Es un acto de agresión habitual en la violencia de género, cometido mayoritariamente por personas que tienen una relación muy cercana con las víctimas.
Estadísticas europeas señalan que el 99 % de las personas condenadas por violación son varones y el 90 % de las víctimas son mujeres, mientras que estadísticas estadounidenses muestran que los agresores del 76 % de las mujeres violadas fueron sus esposos, novios o parejas, y que la mayoría de las violaciones son realizadas sin recurrir a la fuerza física ni a la amenaza con armas.
En todos los países modernos es considerada un grave delito contra la libertad sexual, con diferentes tipificaciones según el país. Las legislaciones más amplias consideran que existe violación cuando se realiza cualquier tipo de penetración sin consentimiento, ya sea que la misma sea realizada con el pene, cualquier parte del cuerpo humano, o un objeto, tanto en el cuerpo de la víctima como del agresor, y ya sea que la penetración se realice por la vagina, el ano o la boca. Las legislaciones más restrictivas consideran que existe violación solo cuando la penetración se realiza con el pene («acceso carnal»), en la vagina o el ano, fuera del matrimonio. La mayoría de las legislaciones sostienen que para que exista violación debe haber algún tipo de violencia o intimidación por parte del violador, sin que sea suficiente la ausencia de consentimiento; una tendencia más reciente considera que hay violación cuando la penetración se produce sin consentimiento, aunque no exista violencia o intimidación.
Todas las legislaciones consideran que no existe consentimiento cuando se emplea la fuerza, violencia, intimidación, o cualquier otro medio para anular la voluntad de la víctima. Asimismo todas las legislaciones consideran que no existe consentimiento legítimo, cuando se trata de menores de cierta edad (generalmente cercana a la pubertad), incapacidad mental, o personas que se encuentren en estado de inconsciencia.
Los movimientos feministas han cuestionado tanto las descripciones del delito de violación como la forma en que es tratado por la policía y el sistema judicial, señalando justificaciones, sentencias y procedimientos que promueven la impunidad de los delitos y culpabilizan a las víctimas. Basándose en estos argumentos, los movimientos feministas denuncian la existencia de una «cultura de la violación» amparada por el patriarcado, y promueven la autoconciencia sobre la desigualdad y la sororidad para cambiar los patrones culturales que sustentan la violencia sexual. En varios países anglosajones se dictaron leyes procesales para casos de violación (rape shield laws) prohibiendo la presentación de pruebas referidas a la conducta sexual de la víctima, o la difusión de su identidad.
Debido las implicaciones morales del término, algunos países, como Argentina y varios estados de los Estados Unidos, han eliminado de su legislación penal el término «violación», considerándolo como una forma agravada de los delitos denominados de abuso sexual, agresión sexual o ataque sexual, respectivamente.
En algunas culturas el delito de violación es castigado con la castración, que es vista en muchos casos como un castigo deseable por la sociedad. Más recientemente algunos países (algunos estados de Estados Unidos, Rusia, Polonia, Corea del Sur, Indonesia, Moldavia y Estonia) utilizan la llamada «castración química», temporal y reversible, tanto en forma de pena impuesta, como por petición voluntaria del condenado. En los códigos penales tradicionales era habitual encontrar la figura del casamiento de la víctima con su violador, como forma de exculpar el delito.

## Definición
El concepto de violación difiere considerablemente según la época y el lugar, influido por la mayor o menor fortaleza de la cultura patriarcal y la lucha por los derechos humanos, el feminismo y los derechos de la niñez.
En la mayoría de las culturas surgió como un concepto íntimamente vinculado al rapto de mujeres, de donde viene la palabra rape, con la que el acto es denominado en inglés. Inicialmente el rapto y la violación de mujeres era considerado un derecho de los hombres, con importantes consecuencias patrimoniales y reproductivas. Con posterioridad el concepto fue redefinido para proteger la propiedad de los hombres y el destino de la herencia, así como garantizar la virginidad de las mujeres hasta el matrimonio y la exclusividad sexual de las mujeres casadas, aún contra su voluntad. A partir del reconocimiento de los derechos humanos, el surgimiento del feminismo y los derechos de la niñez, el concepto de violación comenzó a separarse de su raíz patriarcal, para evolucionar hacia un significado y un tratamiento radicalmente diferente:
- de ser una conducta contra la propiedad, a ser una conducta contra la libertad sexual;[21]
- de ser una conducta que atacaba solo a mujeres vírgenes y casadas, a ser una conducta que ataca a todas las personas (mujeres sin importar su estado civil u ocupación, niños y niñas, hombres y personas trans);[22]
- de ser una conducta que no tomaba en cuenta el consentimiento de las víctimas, a ser una conducta que exige la falta de consentimiento de las víctimas;[22]
- de ser una conducta limitada al coito, a ser una conducta que abarca todo tipo de penetración con características sexuales.[16]
- de ser un acto «privado» que «mancillaba» a la víctima («asesinato moral»),[23] a ser un acto «público» que culpabiliza al violador y cada vez más duramente el entorno sociocultural que facilitó la violación.[21][16]

En la actualidad, con diferencias entre países, la violación es un delito que se define básicamente como penetración sexual no consentida, existiendo una visible tendencia a despojarla progresivamente de sus resabios patriarcales, como la culpabilización de la víctima, la revictimización, las figuras atenuantes, los mecanismos de impunidad, etc. Desde su origen la violación se inscribe dentro del marco más amplio de la violencia de género, como una de sus expresiones más graves, y de la cultura de la violación, como el entorno social e institucional que promueve y facilita la violencia de género y la violación en particular.
La falta de consentimiento es clave para la definición de violación, el consentimiento es afirmativo «aprobación informada, que indica un acuerdo otorgado libremente» a la actividad sexual. No se expresa necesariamente de forma verbal y, en cambio, puede implicarse abiertamente en las acciones, pero la ausencia de objeción no constituye consentimiento. La falta de consentimiento puede deberse a la coacción forzosa por parte del perpetrador o a la incapacidad de dar consentimiento por parte de la víctima (como personas que están dormidas, intoxicadas o mentalmente comprometidas). Las relaciones sexuales con una persona por debajo de la edad de consentimiento, es decir, la edad en la que se establece la competencia legal, se denomina estupro.
La coacción es la situación en la que la persona, o alguien cercano a la víctima, es amenazada por la fuerza o la violencia (Incluso el chantaje y el abuso de poder puede constituir coacción.) y puede resultar en la ausencia de una objeción a la actividad sexual, esto puede dar lugar a la presunción de consentimiento.

### Consideraciones legales para definir la violación
En la actualidad, existen diferentes textos penales sobre violación, y cada uno de ellos puede incluir diferentes consideraciones posibles:
- Menores de edad: la mayoría de las legislaciones considera que existe violación cuando la víctima es una persona menor de edad, aunque hubiera consentido la penetración. La edad límite para esa circunstancia varía según los países.
- Vía de penetración: todas las legislaciones exigen que exista penetración sexual para que se configure el delito de violación, pero la vía cambia, desde las más restringidas limitadas a la penetración vaginal, a las más amplias que incluyen también la penetración anal y oral.
- Medios de penetración: las legislaciones más restringidas limitan el medio de penetración al pene, mientras que las más amplias incluyen cualquier parte del cuerpo u objeto.
- Clase de penetración: las legislaciones más restrictivas incluyen solo la penetración de la víctima, mientras que las más amplias incluyen también la penetración del agresor.
- Consentimiento de la víctima mayor de edad: las legislaciones más amplias consideran que existe violación cuando no hay consentimiento libre de la víctima, mientras que las más restringidas exigen que además haya habido aprovechamiento de esa situación por parte del agresor, y en algunas situaciones no admiten la negativa de la víctima, en casos como matrimonio, prostitución, o «provocación».
- Agresor: algunas legislaciones consideran que solo los hombres pueden cometer violación, mientras que las más amplias incluyen a agresores de cualquier género.

## Prevención de los ataques sexuales
La violencia sexual afecta a todos los sectores de la sociedad, y a miembros de distinta edad, e incluso a los individuos masculinos, por lo que la respuesta a la violencia sexual es integral, y aprovecha los conocimientos de muchas disciplinas, como la educación, la comunicación, la política, la medicina, la epidemiología, la sociología, la psicología, la criminología, y la economía.
Para prevenir la violencia sexual es fundamental comprender sus circunstancias, sus factores de riesgo y las medidas de protección aplicables.
Las acciones de prevención y respuesta a las distintas formas de violencia sexual se pueden dividir según su enfoque:
- Enfoque individual.
- Enfoque médico.
- Enfoque comunitario.
- Enfoque jurídico-legal.

Estos enfoques son explicados a continuación:

### Enfoque individual
Es el más directo e inmediato, basado en lo que una posible víctima puede hacer.
No es posible permanecer completamente protegido de las agresiones sexuales, especialmente estando entre desconocidos. Sin embargo, es útil conocer qué medidas se pueden tomar para ayudar a mantenerse a salvo. Algunas recomendaciones para protegerse individualmente son:
- Primeramente, cualquier persona habría sido aconsejada y prevenida en su sociedad de origen acerca del riesgo de ser atacado sexualmente, y más en caso de tenga alguna grave inferioridad, ignorancia o discapacidad.
- La posible víctima tiene que evitar estar sola con personas que no conoce o en quienes no confía.
- Evitar tomar sola un transporte compartido.
- Evitar las zonas abandonadas y ser consciente de dónde una está y de lo que hay alrededor. Además, conviene saber cómo son los alrededores, y percibir por dónde escapar de allí para poder realizarlo rápidamente si fuese necesario.
- Mantener el teléfono móvil (o teléfono celular) cargado y consigo.
- Tener dinero en efectivo o tarjetas de crédito para poder pagar un taxi.

- En fiestas, ir con amigos, de ser posible, y, durante la fiesta, mantenerse en contacto con alguien conocido.
- Abrir una misma sus propias bebidas y evitar beber demasiado. No aceptar bebidas de alguien desconocido, y siempre mantener cerca la bebida propia, ya que alguien podría agregarle drogas. Si una víctima piensa que ha sido drogada, tendría que notificárselo a un amigo, irse de la fiesta o salir de esa situación, y conseguir ayuda de inmediato. Algunos tipos de bebidas son más seguras porque siempre vienen en un envase tapado o de difícil acceso. Existen establecimientos que ofrecen vasos con coberturas en su parte superior.
- Conocer bien a alguien antes de compartir un tiempo a solas juntos. Tener las primeras conversaciones solos en lugares públicos.

- La víctima tendría que establecer claramente qué actividades sexuales no quiere hacer en caso de ser presionada para realizarlas, e incluso podría advertirlo previamente.
- Es posible llamar y movilizar a gente que esté alrededor.
- También es posible llamar a un amigo o familiar para pedir ayuda.
- Algunas personas pueden considerar el asistir a una clase de defensa personal, lo cual podría fortalecer su confianza en sí mismas y proporcionarles habilidades y estrategias útiles para diferentes situaciones.
- Existen instrumentos de autodefensa que pueden ser utilizados para repeler una agresión sexual, siendo especialmente conocidos para ello los sprays de gas pimienta.
- Es posible intentar luchar contra un agresor sexual, aunque en ciertos casos podría poner en riesgo la propia vida, sobre todo si el agresor esta armado, pero en ocasiones disuade al agresor de cometer la violación o permite a la víctima huir.[34]

### Enfoque médico
Una víctima de un ataque sexual puede requerir atención médica (para ello, es conveniente conocer los principales números de la lista internacional de números de teléfono de emergencia).
Estrategias médicas preventivas según el momento temporal: Las estrategias de prevención se pueden clasificar en tres tipos:
- Prevención primaria: comporta los enfoques que procuran evitar la violencia antes de que ocurra, una estrategia de prevención en salud pública es la capacidad de detectar las causas subyacentes, en lugar de centrarse en los «síntomas» más visibles..
- Prevención secundaria: comporta los enfoques que se interesan en las respuestas más inmediatas a la violencia, como la atención prehospitalaria, los servicios de urgencias o el tratamiento de las infecciones de transmisión sexual después de una violación.
- Prevención terciaria: comporta los enfoques que se centran en la atención a largo plazo después de un acto de violencia, como la rehabilitación y la reintegración, y tratan de aminorar el trauma o disminuir la discapacidad prolongada provocada por la violencia.

Una investigación en Canadá sugiere que la documentación médico-legal puede aumentar la posibilidad de que un perpetrador sea arrestado, acusado o condenado. Por ejemplo, un estudio encontró que las lesiones físicas documentadas, particularmente del tipo moderado a severo, estaban asociadas con la presentación de cargos, independientemente del nivel de ingresos del paciente o si el paciente conocía al agresor, ya sea como un conocido o una pareja íntima.

### Enfoque comunitario
Se basa en campañas y recursos organizados contra las agresiones sexuales, los cuales están disponibles en una sociedad.
Es posible habilitar espacios seguros en las escuelas, el trabajo, y otros lugares. La seguridad puede aumentar mediante vigilancias y normativas propias. Las víctimas pueden ser protegidas en centros especialmente habilitados para ello.
Existen cursos para la prevención de los ataques sexuales, y también de apoyo psicológico y emocional a las víctimas y sus familias.
Las chicas, y las mujeres de mayor edad, pueden recibir recursos de adiestramiento y económicos.
La intervención de los transeúntes consiste en intervenir de alguna manera suficientemente segura cuando se observa que alguien está en riesgo de sufrir una agresión sexual.
Experiencia en respuestas comunitarias: Algunos estudios revelan que la agresión sexual puede prevenirse mediante programas de educación en la escuela secundaria, la universidad y en el lugar de trabajo. Al menos uno de estos programas para hombres universitarios produjo un "cambio de comportamiento sostenido".
Grupos de hombres contra la violencia doméstica contra las mujeres por parte de hombres, y contra la violación de mujeres por parte de hombres se pueden encontrar en Australia, África, América Latina y el Caribe y Asia, y en muchas partes de América del Norte y Europa. La teoría subyacente a este tipo de iniciativa es que los hombres deben, como individuos, tomar medidas para reducir el uso de la violencia. Las actividades típicas incluyen discusiones grupales, campañas educativas y mítines, trabajo con hombres violentos y talleres en escuelas, prisiones y lugares de trabajo. Las acciones se llevan a cabo frecuentemente en colaboración con organizaciones de mujeres que están involucradas en la prevención de la violencia contra las mujeres y en la prestación de servicios a las mujeres maltratadas.
Hay pocos programas fuera del sistema de justicia penal que estén dirigidos a los perpetradores de violencia sexual, generalmente dirigidos a hombres condenados por agresión sexual entre hombres y mujeres, que constituyen una parte importante de los casos penales de violencia sexual. Estos programas, que se encuentran principalmente en las naciones industrializadas, trabajan con perpetradores masculinos para que admitan su responsabilidad y sean vistos públicamente como responsables de sus acciones.

### Enfoque jurídico-legal
Los sistemas de justicia deben contar con leyes y procedimientos jurídicos de gran alcance, con definiciones amplias de violación que incluyan a situaciones como la violación en el matrimonio. Asimismo, las mujeres deben tener la posibilidad de elegir libremente el matrimonio, obtener créditos, y poseer y administrar propiedades.
Otros métodos incluyen establecer graves sanciones contra quienes son declarados culpables y ofrecer una enérgica respuesta de apoyo a las víctimas, destinándoles recursos y prestándoles servicios médicos y jurídicos.Una intervención policial con garantías debe ser posible.
Las leyes y las políticas que discriminan a las mujeres se deben modificar, para implementar políticas que les procuren igualdad de derechos en la participación política, la educación, el trabajo, la seguridad social y el nivel de vida.
Es posible que la legislación y las políticas que abordan las grandes desigualdades socioeconómicas disminuyan también otras formas de violencia, lo cual, a su vez, contribuirá a reducir la violencia de pareja y la violencia sexual.

## Historia

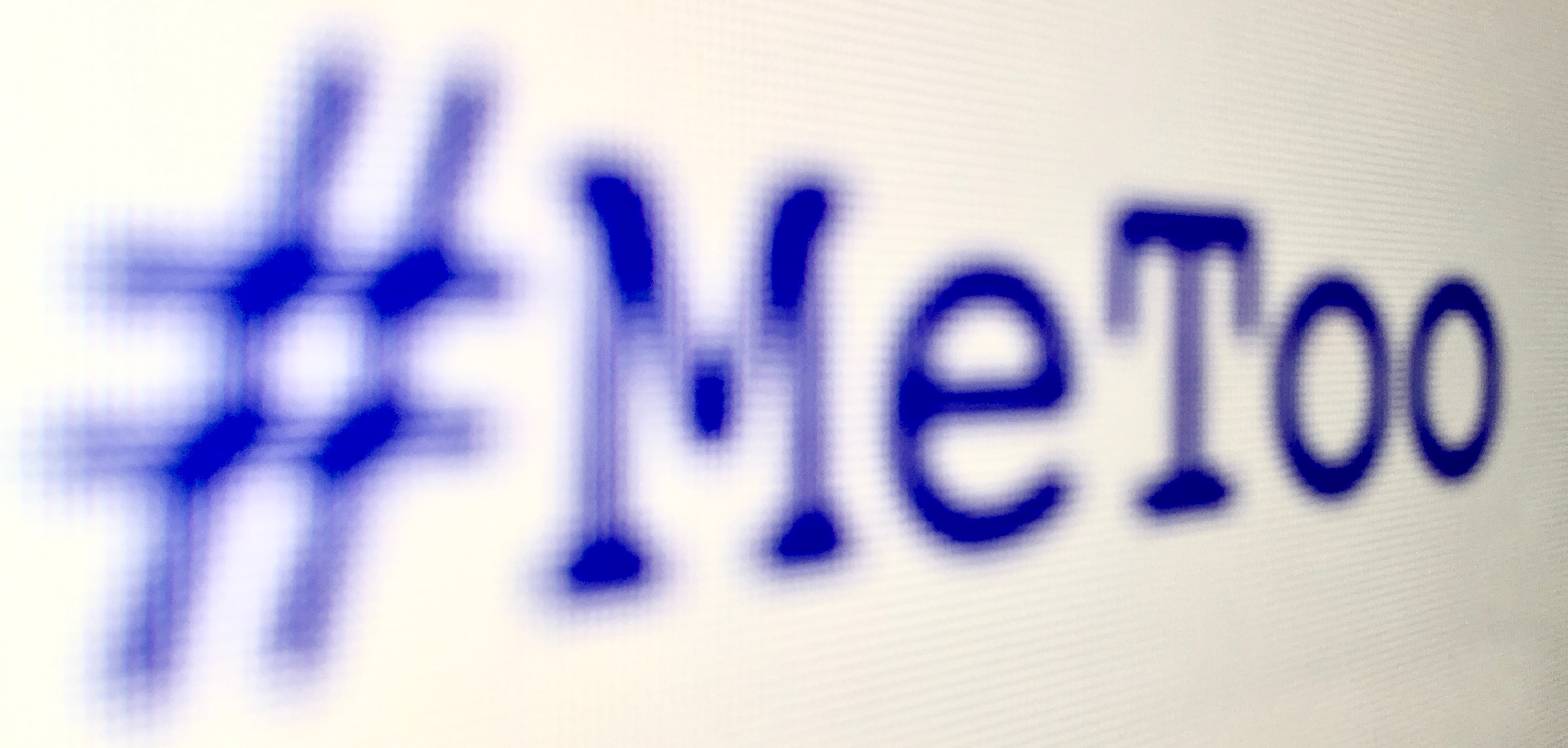
El movimiento feminista #MeToo surgió en el para visualizar y denunciar la gran cantidad de violaciones y delitos sexuales que los hombres cometen contra las mujeres, desde tiempos antiguos.

La violación de mujeres por parte de los hombres ha sido una conducta generalizada, legitimada y justificada en muchas culturas, desde al menos el Neolítico hasta el presente. El rapto de mujeres ha sido considerado incluso una causa legítima de matrimonio, en sociedades como la Antigua Roma, como lo describe el Rapto de las sabinas y gran cantidad de mitos, leyendas y acontecimientos históricos que relatan la práctica de raptar y violar mujeres. La esclavitud y la servidumbre incluían el derecho de los amos y señores a mantener relaciones sexuales con sus siervas y esclavas, aún sin consentimiento de estas. En América, sin embargo, la violación fue un fenómeno casi desconocido hasta la llegada de los europeos.
Hasta una fecha relativamente reciente no existía una palabra para definir la penetración sexual de una mujer sin que preste consentimiento. Las primeras leyes para penalizar la violación no surgieron para proteger la libertad sexual de las mujeres, sino el derecho de los hombres a tener exclusividad sexual con sus esposas, adoptando la característica de un delito contra la propiedad. Las primeras leyes castigando la violación surgieron en Inglaterra en 1285, pero no fueron aplicadas durante siglos.
Hacia el siglo XIX ya existían leyes que castigaban la violación, pero con castigos muy leves o amplias justificaciones cuando los violadores eran hombres relativamente acomodados. Durante los siglos XIX y XX, el delito de violación tuvo la característica de ser en muchos casos silenciado y ocultado por las víctimas, debido a un entorno cultural y judicial de «culpabilización» y castigo de la mujer víctima. La institución del matrimonio justificaba hasta hace poco y aún justifica en algunos países la violación conyugal.
El feminismo, sobre todo a partir del reconocimiento del derecho al sufragio femenino, ha desempeñado un rol decisivo para el tratamiento del delito, enmarcándolo en una lógica de dominación definida por el patriarcado y la cultura de la violación en las sociedades modernas, que obra como sustrato de la violencia de género, redefiniendo en muchos aspectos el delito de violación.

### Neolítico europeo
Varios descubrimientos arqueológicos en Europa han revelado la existencia del rapto y la violación de mujeres en las culturas europeas del Neolítico, al menos desde 5000 años a. C. Estas prácticas masivas también se encuentran en textos antiguos como la Biblia y las mitologías griega y romana.

### Pueblos originarios de Norteamérica (Estados Unidos)
La investigadora Amy Casselman ha llegado a la conclusión de que la violación y la violencia contra las mujeres en las culturas norteamericanas previas a la llegada de los europeos era inusual y su situación era radicalmente diferente a la que se presentaba en Europa, Asia y África. Casi no hay registros de violencia sexual en América antes de la llegada de los españoles, y en los raros casos en que sucedía, las naciones indígenas recurrían a tribunales tribales, en los que las víctimas solicitaban el castigo.

### Edad Antigua

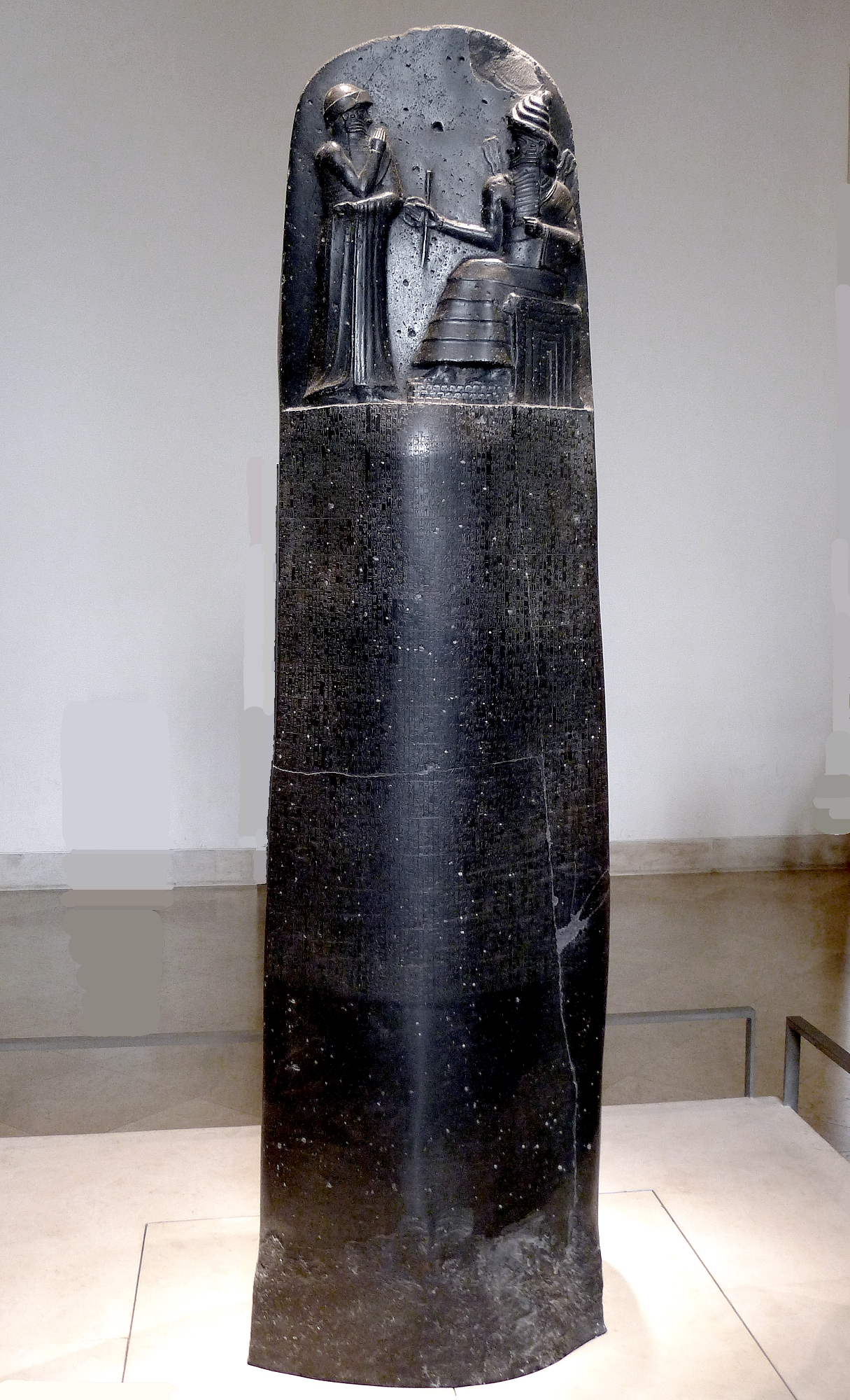
Código de Hammurabi. Allí se encuentra la ley penal más antigua castigando la violación de vírgenes y esposas, considerándolo un delito contra la propiedad del padre o el esposo.

Hasta una fecha relativamente reciente no existía una palabra para definir la penetración sexual de una mujer sin que preste consentimiento, ya que el consentimiento carecía de entidad jurídica.
La ley más antigua conocida penalizando la violación se encuentra en el Código de Hammurabi (1750 a. C), en Babilonia, aunque el objetivo de la ley no era proteger la libertad sexual de la mujer, sino la exclusividad en el acceso sexual del esposo, ubicando al delito en el grupo de delitos contra la propiedad. El Código de Hammurabi prohibía violar mujeres vírgenes y mujeres casadas -en este último caso el delito era llamado adulterio-; en el primer caso la pena era la muerte del violador; en el segundo caso la pena era la muerte del violador y de la mujer violada, pero con el derecho del esposo de rescatar a la mujer. No existían restricciones para violar a las demás mujeres, ni para violar a las esposas. Por la misma época, los asirios tenían una ley similar, que castigaba la violación de una mujer casada, autorizando al esposo de la víctima a violar a la esposa del violador.
Los antiguos hebreos también castigaban la violación de vírgenes y mujeres casadas. Si una virgen era violada dentro de los muros de la ciudad, tanto el violador como la mujer violada eran condenados a muerte. Si la violación sucedía fuera de la ciudad, la víctima debía casarse con el violador y este pagar el precio de la dote al padre. Si la violación era de una virgen comprometida, el violador era condenado a muerte y la mujer violada vendida como esposa a bajo precio. Si la mujer violada estaba casada, tanto la víctima como el violador eran condenados a muerte y el esposo no podía rescatarla.
En la Antigua Roma la violación, bajo el nombre de raptus, ocupa una parte esencial de la leyenda de su existencia. Los fundadores de Roma, Rómulo y Remo, fueron fruto de la violación de su madre Rea Silvia por parte del dios Marte. Posteriormente, el rapto de las Sabinas fue el que permitió poblar la ciudad. Finalmente, la violación de Lucrecia puso fin a la monarquía para dar paso a la República romana.
Durante la monarquía romana el raptus fue considerado como delito bajo la Lex Julia tipificándose dentro de la Ley de las XII tablas en la sección dedicada a la iniuria, castigándose con la pena de muerte que únicamente podía ser evitada con el exilio del autor del delito y la confiscación de todos sus bienes. La finalidad de la ley era tutelar la exclusividad del acceso sexual para el esposo, actual o futuro.
En la Roma imperial el raptus ocupaba un lugar importante en la vida sexual, se atropellaba sin vergüenza y se consideraba que el individuo forzado obtenía placer de ello. El modelo de la sexualidad romana era la relación del amo con sus subordinados (esposa, pajes, esclavos), es decir, el sometimiento.
 El consentimiento femenino era totalmente ignorado o presupuesto. En la moral sexual la oposición era someter/ser sometido. Someter era loable, ser sometido era vergonzoso solamente si se era un varón adulto libre. Si se era mujer o esclavo era lo natural.
El derecho romano evolucionó hacia un reconocimiento parcial de los derechos sexuales de las mujeres. El delito de raptus fue definido como «secuestro forzado» o «sexo forzado», tomando por primera vez en consideración el consentimiento de la mujer. En el siglo VI, Justiniano reconfiguró el delito de raptus, considerándolo tanto un delito patrimonial contra el esposo y sexual contra la mujer, sea que fuere casada, soltera, monja o viuda, pero autorizando la violación cuando se trataba de prostitutas. En este estadio la Antigua Roma penalizó la relación sexual del esposo sin consentimiento de la esposa, una conducta que luego la sociedad occidental volvería a autorizar bajo la figura del débito conyugal.
En la Antigua China la ley penal contemplaba el delito de «fornicación» (jian), pero distinguía según hubiera o no consentimiento de la mujer casada para mantener relaciones sexuales con un hombre que no era su esposo: cuando había «fornicación consensual» (hejian) el delito era de menor gravedad, pero cuando había «fornicación forzada» (qiangjian), se consideraba un crimen especialmente grave.

### Edad Media
En la Edad Media europea, la violación conjuntamente con otras clases de trasgresiones de carácter sexual fueron penadas severamente en Europa, encontrándose penadas desde el siglo XI hasta el siglo XVI como el delito de forzar o fuerza de mujer, razón por lo que los escritos medievales tratan a la violación mencionando hechos como la conoció por la fuerza. En la Edad Media, el aspecto según el cual se configuraría el delito de violación no era el consentimiento, sino la honorabilidad de la mujer, razón por la cual era muy común que las violaciones que se cometían en contra de mujeres amancebadas, prostitutas o criadas quedaran impunes y eran muy comunes las violaciones cometidas por personas de clases sociales privilegiadas en contra de mujeres de clases sociales bajas y desprotegidas, tales como las criadas que se encontraban desamparadas de la justicia, lejos de su hogar y sus familias y en un estado de total sometimiento y dependencia a los patrones.
Justamente en la Edad Media aparece una figura jurídica conocida como el derecho de pernada (en latín vulgar medieval, Ius primae noctis, que en castellano significa El derecho de la primera noche). Era, teóricamente, un derecho feudal tácito que establecía la potestad señorial de tener relaciones sexuales con toda doncella, sierva de su feudo, en la primera noche cuando se fuera a casar con otro siervo suyo. Esto le daba a su siervo ciertos derechos, como por ejemplo cazar en los campos pertenecientes al señor feudal. Se considera que este derecho tuvo vigencia durante parte de la Edad Media de Europa occidental (aunque hay paralelismos en otras partes del Mundo) como componente del modo de producción feudal. Suponía, por tanto, la posibilidad de una violación legal de cualquier mujer del vasallaje. Esto llevó a numerosos conflictos y reyertas, y de ello se han hecho eco la literatura como en la obra Fuenteovejuna de Lope de Vega y en La catedral del mar de Ildefonso Falcones, o el cine, con la película Braveheart de Mel Gibson.
Los castigos por el delito de violación cometidos durante la Edad Media variaban de acuerdo a las circunstancias según las cuales se cometía la violación, tales como el allanamiento de morada, la existencia de engaños que sería considerado como un estupro violento y el sometimiento mediante el empleo de violencia física. Uno de los castigos de la violación y considerado el mal menor para la víctima era que el violador contrajera matrimonio con su víctima, siendo obligado a encontrarle un marido a su víctima si ésta se negara rotundamente a casarse con él. Esta forma de castigo no era tan descabellada como pudiera parecer, pues traía consigo que los violadores que tenían grandes fortunas tuvieran que compartirlas con sus víctimas, lo cual acarrearía una gran mengua en sus bienes, tal como el caso de Catalina, criada del maestro Pedro, que en 1488 perdonó al hermano de este por forzarla sexualmente a condición de que contrajera matrimonio con ella.
En la Alta Edad Media se tipificó el delito de violación con un procedimiento que debía seguir la víctima con la finalidad de poder acusar su condición. El procedimiento que debía seguir la víctima era arañarse la cara en señal de su dolor, presentar la denuncia respectiva ante los Tribunales de Justicia en el lapso de tres días desde que se cometió el delito, que declarara el hecho a cuantas personas se encontrara a su paso y que se sometiera al peritaje de las matronas o parteras para que se verificase su caso.
Dentro del derecho canónico de la Edad Media no se consideraba el consentimiento sino la existencia de la virginidad de la mujer, pudiendo ser considerada violación únicamente cuando la mujer hubiese sido desflorada, hecho que estuvo tipificado bajo el título de stuprum violentum o en el caso de una mujer casada que había sido atacada por un hombre que no fuera su marido.
En las Siete Partidas de Alfonso X de Castilla se considera que si la violación es probada en juicio, el agresor debe ser condenado a muerte y todos sus bienes confiscados y entregados a la agredida. En el caso de que la agredida acceda a casarse con su violador, los bienes pasarían a sus padres si no consiente el matrimonio. Si se demostrare que los padres consintieron de alguna manera la agresión, pasarían al Rey, descontando la parte de la dote y las arras. Esta pena se aplicaría en el caso de las mujeres denominadas «honestas». Si no se considerase como tal a la víctima, sería el juez el que decidiese la pena en función de las circunstancias del crimen.

### Edad Moderna
En la Edad Moderna el delito de violación fue tipificado de acuerdo a principios jurídicos nacidos principalmente a partir de la Revolución Francesa, así como la Declaración de los Derechos del Hombre y del Ciudadano, los cuales configuran el delito de violación y su pena, teniendo como objeto jurídicamente protegido a la libertad de las personas respecto de su autodeterminación sexual, siendo compartido por varios tratadistas esta afirmación, tales como Norberto Bobbio, Diez Ripolles, Miguel Bajo Fernández y Caro Coria, mencionando que la libertad sexual existe en un doble sentido positivo y negativo, siendo positivo en el caso de la libre determinación de una persona para hacer uso de su cuerpo y sexualidad, así como el aspecto negativo, es decir el aspecto de negarse a ejecutar y a no tolerar actos sexuales. La pena del delito de violación ha sido prescrita de acuerdo a los principios de los nacientes derechos humanos, bajo la premisa del constitucionalismo y de los fines de la pena. Estos principios serían adecuados posteriormente a los códigos penales nacientes de los nuevos estados, siendo incorporados posteriormente al Código Penal de España y los códigos penales de los Estados americanos.
Muchos tratadistas han intentado encontrar una base del comportamiento delictivo de los violadores sobre la base de la criminología, estableciendo pautas y estudios sobre éstos, tales como los estudios de Cesare Lombroso, lo cual sería un punto de partida para un amplio debate acerca de la violación y las personas que cometen este delito.

#### La violación como un delito de guerra
A lo largo de la historia, se han dado casos de violaciones masivas de mujeres en situaciones de conflictos bélicos, o violaciones de guerra, lo que ha sido considerado un delito de guerra, pese a haber quedado impune dicho acto. Este delito está movido por el odio, el fanatismo y en ocasiones la venganza, y se hace buscando el daño más humillante y doloroso a la víctima, por lo que su crueldad es máxima.

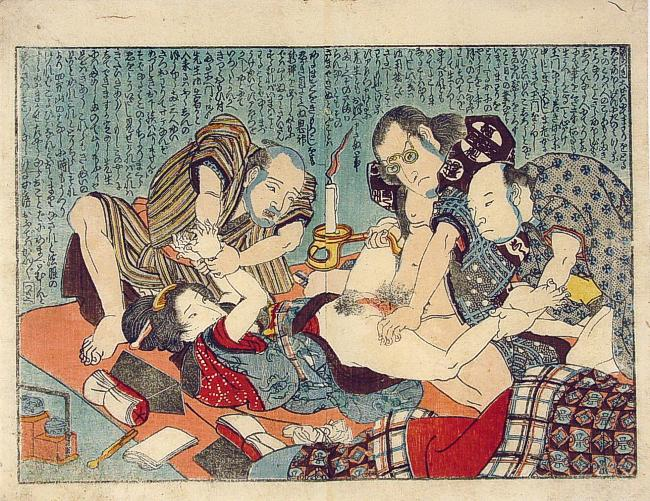
Escena de una violación, por Utagawa Kuniyoshi.

En la Segunda Guerra Mundial este crimen llegó a su máximo grado de expresión. Así es conocida la violación de muchas mujeres por las tropas nazis, sobre todo en su avance hacia el este de Europa, aunque también se dieron casos en Francia, Bélgica y Holanda.
Posteriormente se dio la violación de dos millones de mujeres alemanas por soldados soviéticos en su avance por la Alemania nazi, de las que una décima parte fueron posteriormente asesinadas. Del total, 1.400.000 víctimas eran de las provincias orientales, 500.000 de la zona de ocupación rusa en Alemania y las 100.000 restantes en la capital, Berlín, donde hubo más ensañamiento en los días posteriores a la conquista, llegando a violar hasta 70 veces a la misma mujer.
En Hungría hubo agresiones similares; así, en Budapest fueron violadas por los rusos unas 50.000 mujeres. También fueron víctimas de violaciones por soldados rusos, aunque resulte paradójico, mujeres de su mismo país que habían sido esclavizadas anteriormente por los nazis y que esperaban ansiadamente una liberación, que fue en muchos casos peor que su situación previa. Las violaciones también se repitieron en países como Bulgaria, Checoslovaquia, Polonia o Yugoslavia.
En la guerra en Asia también sufrieron las consecuencias las mujeres coreanas, chinas y filipinas, que fueron violadas repetidamente por las tropas japonesas, convertidas en muchos casos en esclavas sexuales (mujeres de confort). El gobierno chino todavía reclama indemnizaciones económicas para las víctimas de la invasíón nipona.
En guerras posteriores se han dado nuevamente casos de violaciones de mujeres, como los perpetrados por los soldados de Estados Unidos en Vietnam durante la guerra de 1958 a 1975. En la década de 1990 se dieron numerosos casos de violaciones en las guerras de Croacia y Bosnia-Herzegovina, en este último país se calcula que 20.000 mujeres fueron violadas por los serbios. Desgraciadamente en los últimos casos también han salido impunes los agresores.
Durante el Genocidio de Ruanda, en la primavera de 1994, también se utilizó la violación de mujeres como forma de castigo colectivo contra la población civil, con el ánimo de infundir el terror en ella. Dos años después, el relator especial de la Comisión de Derechos Humanos de la ONU calculó que durante aquellos meses se habían cometido entre 250.000 y 500.000 violaciones. Según Amnistía Internacional:

«Muchas de las víctimas fueron violadas en las barricadas levantadas por las milicias de jóvenes interahamwe o fueron retenidas como prisioneras sexuales a cambio de protección temporal contra el ejército y las mencionadas milicias. El Ejército Patriótico Ruandés también cometió abusos sexuales y otros actos de violencia durante su avance militar –a veces como represalia contra la población hutu– así como en los meses y años posteriores al genocidio. Miembros de las Fuerzas de Defensa de Ruanda (el actual ejército ruandés), las fuerzas de seguridad y las milicias no remuneradas siguen perpetrando actos de violencia sexual y forzando a mujeres al matrimonio. La inmensa mayoría de los delitos de violencia sexual han quedado impunes. Tales delitos ocurren en un contexto en el que la discriminación y la violencia contra las mujeres es una constante, especialmente en lo que respecta al derecho consuetudinario».

Generalmente se subestima el trauma psicológico que también sufren los varones como perpetradores o como testigos de la violencia sexual en los casos en los que se los obliga a cometer violaciones sexuales durante los conflictos armados muchas veces por orden de sus superiores. También es traumático cuando son obligados a presenciar violaciones sexuales cometidas por otros.
En un informe de 2011 las Naciones Unidas expresaron su preocupación por la elevada incidencia de violaciones contra niños y niñas durante los conflictos armados en Burundi, Chad, Costa de Marfil, Haití, la República Centroafricana, la República Democrática del Congo, Somalia y el Sudán.

#### La violación en los países islámicos
Los países islámicos tienen una posición sui géneris frente a la violación sexual y a los delitos sexuales en general, aunque estos países difieren en ciertos aspectos respecto del castigo y las penas de la violación. Tal es el caso de Argelia en donde el aborto es legal, si el embarazo es producto de una violación.
En general dentro de la cultura musulmana, la violación es un delito que se considera como tal cuando un hombre ha violado a una mujer, casada o virgen no emancipada, siempre y cuando la mujer haya estado cumpliendo las normas sociales, tales como el uso del hiyab (velo), el ir acompañada de una persona de sexo masculino que generalmente es su padre o su marido. Se llegó a debatir la posibilidad de que las mujeres musulmanas lleven además un parche en los ojos para evitar miradas a hombres que podrían considerar esas miradas como muestra de consentimiento.
Dentro del sistema judicial tradicional de los países musulmanes, es la mujer quien debe demostrar su inocencia en un caso de violación siendo irrelevante el hecho de que ella sea la víctima del delito. El sistema exige que la mujer demuestre su inocencia presentando a cuatro testigos presenciales del hecho.
La violación dentro del sistema judicial de los países islámicos está penada con la lapidación del hombre quien se demuestre ha violado a una mujer casada o virgen no emancipada, aplicándose también castigo a la mujer considerada culpable de haber incitado al hombre a que la viole, el cual puede ser desde la flagelación hasta la lapidación. Se puede observar que dentro del sistema judicial del Islam no se castiga la violación como el acto en sí, de la forma en que se le conoce en occidente, sino más bien como un castigo a una figura que se parece al adulterio.

#### La violación en los países católicos
En los países católicos la religión incide en la forma de tratar la violación y los delitos sexuales en general. En muchos de ellos, como en Perú, la mujer víctima de una violación no tiene derecho al aborto en caso de quedar embarazada de su violador.
Tradicionalmente en la cultura católica, la violación es un delito que se considera como tal cuando un hombre tiene «acceso carnal» con una mujer, con la que no mantiene una relación matrimonial, usando la violencia. En los últimos años se ha revelado que la Iglesia católica ha permitido, tolerado o encubierto, violaciones de niños y monjas por parte de los sacerdotes. En líneas generales, el catolicismo considera la violación como un pecado mortal muy serio que puede acarrear penas aun de excomunión.

## Motivos
La Organización Mundial de la Salud afirma que los principales factores que conducen a la perpetración de violencia sexual contra las mujeres, incluida la violación, son:
- Creencias en el honor familiar y la pureza sexual.
- Actitudes de derecho sexual masculino.
- Sanciones legales débiles para la violencia sexual.

Los motivos subyacentes de los violadores pueden ser multifacéticos, se han propuesto varios factores: ira, poder, sadismo, gratificación sexual o tendencias evolutivas. El psicólogo clínico estadounidense David Lisak, coautor de un estudio de 2002 sobre violadores no detectados, dice que, en comparación con los no violadores, tanto los violadores no detectados como los condenados están notablemente más enojados con las mujeres y más motivados por el deseo de dominarlas y controlarlas, son más impulsivos, desinhibidos, antisociales, hipermasculinos y menos empáticos.
Estudios han demostrado que los hombres constantemente perciben las acciones de las mujeres como más sexuales de lo que pretenden. Además, el 'no' verbalizado al sexo puede ser interpretado como 'sigue intentándolo', o incluso como 'sí' por parte de los agresores. La agresión sexual a menudo se considera una característica de masculinidad en algunos grupos de hombres y se correlaciona significativamente con el deseo de tener una mayor estima entre los compañeros.
Entre los factores que operan en la esfera social e influyen sobre la violencia sexual se encuentran las leyes y las políticas nacionales que guardan relación con la igualdad de género en general y con la violencia de pareja y la violencia sexual en particular, y las normas que hacen referencia al uso de la violencia. Muchos países no tienen una buena legislación en materia de violacón e incluso en los países que cuentan con las mejores leyes, la tasa de sentencias condenatorias por violencia sexual es mínima.

### Educación
La relación entre el grado de instrucción de la persona y la violencia sexual es compleja. Un bajo nivel educativo es, sin embargo, el factor que se asocia con mayor constancia con la perpetración y el padecimiento de estos tipos de violencia. Estudios han encontrado que los hombres con un bajo nivel de educación cometen actos de violencia de pareja con una frecuencia de 1,2 a 4,1 mayor que los hombres con más educación. Un bajo grado de instrucción disminuye el contacto que tienen las mujeres con los recursos existentes y su acceso a los mismos, aumenta la aceptación de la violencia y mantiene la disparidad de las normas de género, que se transmiten a través de las generaciones.

### Pobreza
Los estudios provenientes de una gran variedad de entornos revelan que la violencia sexual atraviesan todos los grupos socioeconómicos, pero que las mujeres que viven en situación de pobreza son afectadas de manera desproporcionada. Las mujeres y las niñas pobres, en el curso de sus tareas diarias, pueden estar en mayor riesgo de sufrir una violación, que las que se encuentran en mejores condiciones, por ejemplo cuando regresan caminando solas al hogar tarde en la noche, trabajan en el campo o recogen leña solas. También puede suceder que los niños y niñas estén trabajando y por lo tanto sean vulnerables a la explotación sexual. La pobreza obliga a muchas mujeres y niñas a aceptar ocupaciones que conllevan un riesgo relativamente alto de violencia sexual, en especial el trabajo sexual. De la misma manera, la pobreza ejerce enormes presiones sobre las mujeres para que encuentren un trabajo y lo conserven, y, si estudian, para que obtengan buenas notas; todas estas situaciones las hacen más vulnerables a la coacción sexual por parte de quienes pueden prometer ayuda en esas circunstancias.

### Delincuencia
El comportamiento sexualmente agresivo entre los hombres jóvenes se ha correlacionado con la pertenencia a pandillas o grupos, así como con otros compañeros delincuentes. Los perpetradores de tráfico sexual y tráfico de cibersexo permiten o llevan a cabo violaciones para obtener ganancias financieras y/o gratificación sexual. La pornografía de violaciones, incluida la pornografía infantil, se crea con fines de lucro y otras razones.

### Exposición al maltrato infantil
Un elemento citado en forma constante en todos los países como factor de riesgo de ser víctima o de cometer un acto de violencia sexual es el maltrato infantil. En un examen sistemático, bien realizado, que resumió los datos provenientes de diez estudios, se indicó que la exposición a la violencia durante la niñez aumentaba tres o cuatro veces la probabilidad de cometer actos de violencia de pareja en los hombres, comparados con hombres que no habían sufrido ningún tipo de maltrato infantil. Varios estudios primarios en países de bajos y medianos ingresos pusieron en evidencia que la exposición a la violencia durante la niñez (sobre todo a la violencia entre los padres y al abuso sexual) presentaba una correlación positiva con el hecho de ser víctima de violencia infligida por la pareja y de violencia sexual en las mujeres.

### Personalidad antisocial
En varios estudios se han examinado las características de la personalidad y su relación con el ejercicio de la violencia de pareja y la violencia sexual. Tres estudios descriptivos comunicaron una asociación constante de los trastornos antisociales de la personalidad y las características afines (como la impulsividad y la falta de empatía) con el ejercicio de la violencia de pareja o la violencia sexual. Estos estudios indican que los agresores con estas características tienen mayor probabilidad de desatender las normas sociales y tienden a ser violentos e impulsivos, hasta llegar a cometer estas formas de violencia.

### Consumo perjudicial de alcohol y drogas
El consumo perjudicial de alcohol y de drogas ilícitas se citan con frecuencia como factores de riesgo asociados con el ejercicio de la violencia sexual o el hecho de ser víctima de la misma. Aunque varios estudios han destacado una asociación entre la violencia infligida por la pareja o la violencia sexual y el consumo de drogas ilícitas, la mayor parte de los informes científicos se han centrado en la relación entre el consumo perjudicial de alcohol y estas modalidades de violencia. El alcohol tiene un efecto psicofarmacológico de reducir las inhibiciones, nublar los juicios y afectar la capacidad de interpretar las señales. Sin embargo, los vínculos biológicos entre el alcohol y la violencia son complejos.

### Parejas múltiples
Los hombres que afirman haber tenido parejas sexuales múltiples tienen también más probabilidad de cometer actos de violencia de pareja o de violencia sexual. Asimismo, las parejas múltiples y la infidelidad mostraron una fuerte asociación con el ejercicio y el padecimiento de la violencia de pareja. Se piensa que estos hombres pueden buscar parejas sexuales múltiples como una fuente de aceptación por los pares y de autoestima y se relacionan con sus compañeras de manera impersonal, sin crear vínculos afectivos apropiados.

### Sociales y culturales
Varios estereotipos de roles de género pueden desempeñar un papel en la racionalización de la violación. Estos incluyen la idea de que el poder está reservado a los hombres, mientras que las mujeres están destinadas al sexo y objetivadas, que las mujeres quieren sexo forzado, y que los impulsos y comportamientos sexuales masculinos son incontrolables y deben ser satisfechos. Una de las teorías más corrientes que explican el ejercicio o el padecimiento de la violencia de pareja o la violencia sexual es el mantenimiento del patriarcado o el predominio masculino en una sociedad. Se cree que las normas sociales de género propician la violencia contra la mujer y la desigualdad de género y otras injusticias, al establecer jerarquías de poder en las cuales la sociedad percibe a los hombres como superiores desde el punto de vista económico y religioso y les atribuye una posición social más alta en comparación con las mujeres, a las cuales considera en ocasiones como una carga. Así, se socializa a los hombres de manera que crean que son superiores a las mujeres, y que deben dominar a sus parejas y asumir los roles tradicionales de género. Entonces, la subordinación y la sumisión de las mujeres se consideran normales, esperadas, aceptadas y, en algunos casos, atractivas para los hombres
Estos sistemas de creencias dejan a las mujeres muy pocas alternativas legítimas de rehusar las insinuaciones sexuales. De esta manera, muchos hombres excluyen sencillamente la posibilidad de que una mujer pueda rechazar sus insinuaciones sexuales o que tenga derecho de tomar una decisión autónoma acerca de su participación en una relación sexual. En muchas culturas, las mujeres y también los hombres consideran que el matrimonio conlleva una obligación de disponibilidad casi sin límite de las mujeres a las relaciones sexuales, lo que puede generar la violación conyugal la cual es mucho más difícil de sancionar. En las sociedades donde la ideología de la superioridad masculina está muy arraigada y se atribuye importancia a la dominación, la fuerza y el honor masculinos, la violación es más frecuente.

### Guerra
En los países donde existe una cultura de la violencia o donde tiene lugar un conflicto violento, aumentan otras formas de violencia y también la violencia sexual. La violación en grupo y la violación en masa se utilizan a menudo como medio de vinculación masculina. Esto es particularmente evidente entre los soldados, ya que la violación en grupo representa alrededor de las tres cuartas partes o más de las violaciones de guerra, mientras que la violación en grupo representa menos de la cuarta parte de las violaciones en tiempo de paz. Los comandantes a veces empujan a los reclutas a violar, ya que cometer una violación puede ser un tabú e ilegal y, por lo tanto, genera lealtad entre los involucrados. Los grupos rebeldes que han reclutado a la fuerza en lugar de reclutas voluntarios están más involucrados en violaciones, ya que se cree que los reclutas comienzan con menos lealtad al grupo.

### Matrimonio
El matrimonio se utiliza a menudo para legitimar una variedad de formas de violencia sexual contra las mujeres. La violación conyugal, es una relación sexual no consentida en la que el perpetrador es el cónyuge de la víctima. Una vez ampliamente aceptada o ignorada por la ley, la violación marital ahora es denunciada por convenciones internacionales y cada vez más criminalizada. Aun así, en muchos países, la violación conyugal sigue siendo legal o es ilegal, pero es ampliamente tolerada y aceptada como prerrogativa del marido.
La costumbre de casar a los niños pequeños, en particular a las niñas, se encuentra en muchas partes del mundo. El matrimonio infantil es legal en muchos países y es una forma de violencia sexual, ya que los niños involucrados no pueden dar o negar su consentimiento. La mayoría de ellos saben poco o nada sobre sexo antes de casarse y sus primeros encuentros sexuales suelen ser forzados.

### Violación correctiva
La violación correctiva se comete contra personas lesbianas, gais, bisexuales o transgénero, o personas percibidas como tal, a menudo familiares, con el supuesto fin de cambiar la orientación sexual, identidad o expresión de género de la víctima.

### Pornografía
Diversos estudios realizados previo a la masificación de internet han señalado que la exposición al tratamiento mediático de la agresión sexual estaría vinculada a la aceptación de los mitos de la violación y a menos compasión por la víctima. En esa misma línea, la exposición prolongada a material pornográfico estaría asociado a una mayor aceptación de la violencia contra las mujeres. Un meta-análisis en el que se analizaron 22 estudios correspondientes a datos obtenidos de investigaciones en siete países, tuvo por objeto observar la potencial relación entre consumo de pornografía y agresión sexual, los resultados de este meta-análisis indican que «existen pocas dudas de que, en promedio, los individuos que consumen pornografía tienen más probabilidades (y frecuencia) de tener actitudes conducentes a agresiones sexuales y más probabilidades de involucrarse en actos sexualmente agresivos en comparación con personas que no consumen pornografía o que la consumen con menor frecuencia».

### Teorías evolutivas
Las teorías sociobiológicas de la violación son teorías que exploran en qué medida, si es que las hay, las adaptaciones evolutivas influyen en la psicología de los violadores. Tales teorías son muy controvertidas, ya que las teorías tradicionales generalmente no consideran que la violación sea una adaptación del comportamiento. Algunos se oponen a tales teorías por razones éticas, religiosas, políticas y científicas. Otros argumentan que es necesario un conocimiento correcto de las causas de la violación para desarrollar medidas preventivas efectivas. Thornhill y Palmer escriben que «En resumen, un hombre puede tener muchos hijos, con pocos inconvenientes para sí mismo; una mujer puede tener solo unos pocos y con gran esfuerzo». Por tanto, las hembras tienden a la selectividad con sus parejas sexuales, por lo que la violación podría ser una estrategia reproductiva para los machos.

### Perfiles criminológicos
En cuanto a los perfiles de personas que cometen violación sexual, aproximadamente de entre un 80 % a 90 % tienen pleno uso de sus facultades y no presentan signos de alienación, aunque presentan anormalidades en la materia blanca que perjudica su conectividad. Aproximadamente un 70 % presentan trastornos de la personalidad, mientras que el restante 30 % de las personas no presentan ningún trastorno visible. Solo un porcentaje pequeño de entre los casos en los que el sujeto activo padece algún trastorno de la personalidad existen características psicóticas alienantes, estos casos en su gran mayoría son inimputables jurídicamente.

## Efectos
La violación puede generar una variedad de síntomas tanto físicos como psicológicos, la organización mundial de la salud describe las siguientes consecuencias del abuso sexual:
- Trastornos ginecológicos
- Trastornos reproductivos
- Trastornos sexuales
- Esterilidad
- Enfermedad inflamatoria pélvica
- Complicaciones del embarazo
- Aborto espontáneo
- Disfunción sexual
- Adquirir infecciones de transmisión sexual, incluido el VIH/sida
- Mortalidad por lesiones
- Mayor riesgo de suicidio
- Depresión
- Dolor crónico
- Trastornos psicosomáticos
- Aborto inseguro
- Embarazo no deseado

### Emocional y psicológico
Durante el asalto, una persona responderá con lucha, huida, congelación o fracaso, la mayoría de las víctimas responden «congelándose» u obedeciendo y cooperando durante la violación. La disociación puede ocurrir durante el asalto y después de la violación, pueden sentirse incómodos/frustrados y no comprender sus reacciones. Los recuerdos pueden fragmentarse, especialmente inmediatamente después y pueden consolidarse con el tiempo y el sueño. Un hombre o niño que es violado puede ser estimulado e incluso eyacular durante la experiencia de la violación y una mujer o niña puede tener un orgasmo durante una agresión sexual, esto puede convertirse en una fuente de vergüenza y confusión para los agredidos junto con quienes los rodean.
Con frecuencia, es posible que las víctimas no reconozcan que lo que les sucedió fue una violación, algunas pueden permanecer en la negación durante años. La confusión sobre si su experiencia constituye o no una violación es típica, especialmente para las víctimas de violación psicológicamente coaccionada. Es posible que las mujeres no identifiquen su victimización como violación por muchas razones, como sentimientos de vergüenza, definiciones legales no uniformes, renuencia a definir al amigo/pareja como violador, o porque han interiorizado actitudes de culpabilización de la víctima.
Es posible que los síntomas del trauma no se manifiesten hasta años después de que ocurrió la agresión sexual, la sobreviviente puede reaccionar externamente en una amplia gama de formas, desde expresiva hasta cerrada; Las emociones comunes incluyen angustia, ansiedad, vergüenza, repugnancia, impotencia y culpa. En las semanas posteriores a la violación, la sobreviviente puede desarrollar síntomas del síndrome de estrés postraumático y una amplia gama de síntomas psicosomáticos, que incluyen volver a experimentar la violación, evitar cosas asociadas con la violación, entumecimiento y aumento de la ansiedad y la respuesta de sobresalto. La probabilidad de síntomas graves sostenidos es mayor si el violador confinó o restringió a la persona, si la persona violada creía que el violador la mataría, si la persona violada era muy joven o muy anciana y si el violador era alguien que conocía. La probabilidad de síntomas graves sostenidos también es mayor si las personas que rodean a la sobreviviente ignoran la violación o culpan a la sobreviviente de violación.
La mayoría de las personas se recuperan de una violación en tres o cuatro meses, pero muchas tienen síndrome de estrés postraumático persistente que puede manifestarse en forma de ansiedad, depresión, abuso de sustancias, irritabilidad, ira, escenas retrospectivas o pesadillas. Además, las sobrevivientes de violación pueden tener un trastorno de ansiedad generalizada a largo plazo, pueden desarrollar una o más fobias específicas, corren un mayor riesgo de suicidio, un trastorno depresivo mayor y pueden experimentar dificultades para reanudar su vida social y su funcionamiento sexual. Los hombres experimentan efectos psicológicos similares al ser violados, pero es menos probable que busquen asesoramiento. Otro efecto de la violación y la agresión sexual es el estrés creado en quienes estudian la violación o asesoran a las sobrevivientes, esto se llama traumatización vicaria.

### Físico
Las lesiones físicas resultantes de una violación pueden incluir lesiones en el ano o en los genitales, como un desgarro de la parte superior de la vagina, y lesiones en otras partes del cuerpo, como contusiones, moratones en los ojos, cortes y arañazos. Las lesiones en las áreas genitales pueden incluir hinchazón, laceraciones y hematomas. Las lesiones genitales comunes son lesiones anales, abrasiones labiales, hematomas en el himen y desgarros de la horquilla. Las lesiones genitales son más frecuentes en mujeres posmenopáusicas y niñas preadolescentes. Las lesiones genitales de los niños que han sido violados o agredidos sexualmente difieren en que el abuso puede continuar o haber ocurrido en el pasado después de que sanaron las lesiones. La cicatrización es un signo del abuso sexual de los niños.
Varios estudios han explorado la asociación entre el color de la piel y las lesiones genitales entre las víctimas de violación. Muchos estudios encontraron una diferencia en las lesiones relacionadas con violaciones basadas en los diferentes grupos étnicos, con más lesiones reportadas para mujeres y hombres blancos que para mujeres y hombres negros. Esto puede deberse a que el color oscuro de la piel de algunas víctimas oscurece los hematomas.
La violación también puede tener efectos a largo plazo sobre la salud física, las pruebas científicas sugieren que la violación aumenta el riesgo de desarrollar asma, síndrome del intestino irritable, cefaleas frecuentes y dolor crónico. Algunos efectos físicos de la violación no son evidentes de inmediato. Los exámenes de seguimiento también evalúan a la paciente en busca de dolores de cabeza por tensión, fatiga, trastornos del patrón de sueño, irritabilidad gastrointestinal, dolor pélvico crónico, dolor o irregularidad menstrual, enfermedad pélvica inflamatoria, disfunción sexual, malestar premenstrual, fibromialgia, flujo vaginal, picazón vaginal, ardor al orinar y dolor vaginal generalizado.
El riesgo de sufrir dificultades para dormir y mala salud general también aumenta. Los efectos psicológicos de una violación son a menudo más devastadores que los físicos. Quienes han sufrido agresiones sexuales pero no tienen traumas físicos pueden estar menos inclinados a denunciar a las autoridades o buscar atención médica.

### Infecciones de trasmisión sexual
Algunas de las enfermedades de trasmisión sexual que se pueden contraer tras la violación son la vaginitis, la gonorrea, la tricomoniasis, la clamidia y la hepatitis B. Las que han sido violadas tienen relativamente más infecciones del tracto reproductivo que las que no han sido violadas. el VIH puede transmitirse a través de la violación, adquirir el sida a través de una violación pone a las personas en mayor riesgo de sufrir problemas psicológicos así como conducir a comportamientos que crean un riesgo de consumir drogas. La creencia de que tener sexo con una virgen puede curar el VIH/sida existe en partes de África, esto conduce a la violación de niñas y mujeres, y su posterior contagio.
Si bien la violación con penetración generalmente no implica el uso de un condón, en algunos casos se usa un condón. El uso de preservativo reduce significativamente la probabilidad de embarazo y de transmisión de enfermedades, tanto a la víctima como al violador. Las razones para el uso de condones incluyen: evitar contraer infecciones o enfermedades, especialmente en casos de violación de trabajadoras sexuales o en violaciones en grupo; eliminar pruebas, dificultando el enjuiciamiento; dar la apariencia de consentimiento en casos de violación por un conocido; la preocupación por la víctima generalmente no se considera un factor.

### Violencia y culpabilización
En muchas culturas, las víctimas de violación están en riesgo de violencia grave cometida por sus familias o comunidades, incluidos los crimen de honor. En muchas partes del mundo, las mujeres que han sido violadas se consideran que han traído el «deshonor» o «vergüenza» a sus familias. Este es especialmente el caso si la víctima se queda embarazada. Las víctimas de violación son asesinadas por sus familias porque son acusadas de «haber deshonrado a la familia». En los países donde el adulterio y las relaciones sexuales antes del matrimonio son ilegales, las víctimas de violación pueden ser procesadas por estas leyes, si no hay suficiente evidencia para probar la violación. La violencia también puede ser perpetrada por el violador, amigos o familiares del violador, la intención puede ser evitar que la víctima denuncie la violación o castigarla por denunciar.
Las personas que han sido violadas o agredidas sexualmente a veces son culpadas y consideradas responsables del crimen, generalmente se hace énfasis que ciertos comportamientos de la víctima (como estar intoxicado, coquetear o usar ropa sexualmente provocativa) pueden alentar la violación. En muchos casos, se dice que las víctimas «lo pidieron» porque no se resistieron a la agresión o violaron las expectativas de género femenino. Una encuesta mundial sobre las actitudes hacia la violencia sexual realizada por el Foro Mundial para la Investigación en Salud muestra que los conceptos de culpabilización de las víctimas se aceptan, al menos parcialmente, en muchos países. A veces se considera que las mujeres que han sido violadas se comportaron de manera inapropiada. Por lo general, estas son culturas donde existe una división social significativa entre las libertades y el estatus otorgado a hombres y mujeres.

### Embarazo no deseado y aborto inseguro
Los embarazos no deseados que resultan de relaciones sexuales no consensuadas son más de los que deberían, considerando que existe un método seguro y eficaz para prevenir el embarazo tras una violación: la anticoncepción de emergencia. Lamentablemente, este recurso no está disponible en muchos regiones, debido a que los responsables de políticas y programas de muchos países no lo han aprobado oficialmente por confundir este método anticonceptivo con un método abortivo.
Ante un embarazo no deseado, las consecuencias sobre la salud de las mujeres son indirectas, las más graves se derivan del aborto inducido al que las mujeres recurren para tratar de evitar el embarazo no deseado, y que se realiza en condiciones de clandestinidad e inseguridad. Las complicaciones inmediatas más frecuentes del aborto inseguro son la perforación del útero, la hemorragia y la infección. A medio plazo, la infertilidad es una secuela frecuente. Cuando un aborto se realiza en condiciones inseguras y la mujer con complicaciones no tiene acceso a atención oportuna y de buena calidad, el riesgo de morir es muy alto.
Cuando se acompaña de sentimientos de culpa y se lleva a cabo en condiciones traumáticas, el aborto inducido también tiene consecuencias psicológicas como depresión, ansiedad y miedo. No obstante, la continuación de un embarazo no deseado y la experiencia de ser madre contra voluntad también suele tener consecuencias emocionales graves. Ante la notificación de un embarazo no deseado, una mujer puede quedar en estado de shock e inestable, y tener pensamientos de tipo suicida, para los cuales existen los tratamientos corespondientes.

## Tratamiento

### Tratamiento médico inicial
Si la víctima presenta heridas o lesiones graves, conviene avisar rápidamente a los servicios médicos de emergencia (para ello, es posible consultar la lista internacional de números de teléfono de emergencia).
La primera respuesta médica normal tras una agresión sexual es una evaluación completa de la víctima. El personal médico involucrado debe estar capacitado para evaluar y tratar a las personas agredidas o seguir los protocolos establecidos para garantizar la privacidad y las mejores prácticas de tratamiento. Siempre se requiere el consentimiento informado antes del tratamiento a menos que la persona agredida esté inconsciente, intoxicada o no tenga la capacidad mental para dar su consentimiento. Las prioridades que rigen el examen físico son el tratamiento de emergencias graves que amenazan la vida y luego una evaluación general y completa. Algunas lesiones físicas son fácilmente visibles y evidentes, como mordeduras, dientes rotos, hinchazón, hematomas, laceraciones y rasguños. En casos más violentos, es posible que la víctima necesite que le traten heridas de bala o de arma blanca.
Después de la evaluación general y el tratamiento de las lesiones graves, la evaluación adicional puede incluir el uso de pruebas de diagnóstico adicionales, como radiografías, estudios de imagen por tomografía computarizada o resonancia magnética y análisis de sangre. La presencia de infección se determina tomando muestras de fluidos corporales de la boca, la garganta, la vagina, el perineo y el ano.
Una vez que se abordan las lesiones físicas y se ha iniciado el tratamiento, se procede al examen forense junto con la recopilación de pruebas que se pueden utilizar para identificar y documentar las lesiones, el personal puede solicitar fotografías de las lesiones. Dicha recopilación de pruebas solo se realiza con el consentimiento total del paciente o de los cuidadores del paciente. En este punto del tratamiento, si antes no se hubiera solicitado un defensor de víctimas, se pone a disposición del paciente y su familia personal de apoyo social con experiencia.

### Enfermedades de transmisión sexual
La presencia de una infección contraída sexualmente no se puede detectar hasta 72 horas después, Es posible que la persona que fue violada ya tenga una infección de transmisión sexual y, si se diagnostica, se trata. Se puede realizar un tratamiento antibiótico profiláctico para la vaginitis, la gonorrea, la tricomoniasis y la clamidia. A menudo se considera la inmunización contra la hepatitis B. Después de iniciar el tratamiento profiláctico, se realizan más pruebas para determinar qué otros tratamientos pueden ser necesarios para otras infecciones transmitidas durante la agresión. El tratamiento de rutina para el VIH después de una violación o agresión sexual es controvertido debido al bajo riesgo de infección después de una agresión sexual y no necesariamente se administra tratamiento profiláctico para el VIH.

### Embarazo no deseado
La Organización Mundial de la Salud recomienda ofrecer acceso rápido a medicamentos anticonceptivos de emergencia que pueden reducir significativamente el riesgo de un embarazo no deseado si se usan dentro de los 5 días posteriores a la violación; se estima que alrededor del 5% de las violaciones entre hombres y mujeres resultan en embarazo. Cuando la violación resulta en un embarazo, las píldoras abortivas se pueden usar de manera segura y eficaz para interrumpir un embarazo hasta 10 semanas después del último período menstrual.

### Psicológico
Las consecuencias psiquiátricas y emocionales pueden manifestarse inmediatamente después de la violación y puede ser necesario tratarlas muy temprano, aunque, también es posible que otros trastornos no se hagan evidentes hasta algún tiempo después de la violación. La víctima a menudo busca tratamiento profesional y continuo por parte de proveedores de atención médica capacitados, y en ocasiones pueden recibir ayuda a través de una línea telefónica directa, asesoramiento o refugios.
El tratamiento a corto plazo con una benzodiazepina puede ayudar con la ansiedad (aunque se recomienda precaución con el uso de estos medicamentos, ya que las personas pueden volverse adictas y desarrollar síntomas de abstinencia después del uso regular) y los antidepresivos pueden ser útiles para los síntomas del trastorno de estrés postraumático, depresión y ataques de pánico.
Un perpetrador declarado culpable por el tribunal a menudo debe recibir tratamiento psicológico, este tiene el propósito de identificar predictores de reincidencia. En algunos casos, se han identificado anomalías neurológicas en los perpetradores o ellos mismos han experimentado traumas en el pasado. Los adolescentes y otros niños pueden ser los perpetradores de la violación, aunque esto es poco común. En este caso, por lo general se lleva a cabo el asesoramiento y la evaluación apropiados.

## Procedimiento legal
Cuando se ha cometido una violación de tipo sexual se procede a recabar evidencias con la finalidad de tener pruebas suficientes. El procedimiento más importante es el examen médico legal que se realiza sobre el cuerpo de la víctima. Si el paciente o los cuidadores (por lo general, los padres) están de acuerdo, el equipo médico utiliza muestras y pruebas estandarizadas, generalmente denominadas kit de pruebas forenses o «kit de violación». Cuanto antes se obtengan las muestras después de la agresión, es más probable que haya evidencia presente en la muestra y proporcione resultados válidos.
Antes del examen corporal y genital completo, se le pide al paciente que se desnude, colocándose de pie sobre una sábana blanca que recoge los restos que pueda haber en la ropa. La ropa y la sábana están debidamente embolsadas y etiquetadas junto con otras muestras que se pueden quitar del cuerpo o la ropa del paciente. Se recolectan muestras de fibras, barro, cabello u hojas, si las hay. Se recolectan muestras de fluidos para determinar la presencia de saliva y semen del perpetrador que pueda estar presente en la boca, la vagina o el recto del paciente. A veces, la víctima ha arañado al perpetrador en defensa y se pueden recolectar raspaduras de uñas.
Se inicia primero por las partes no sexuales del cuerpo, continuando hacia los órganos sexuales externos y posteriormente se examinan los órganos sexuales internos. La delicadeza y discreción durante el examen son importantes porque pueden re-asegurar a las víctimas debido al estrés provocado después de sufrir el delito.
El reconocimiento médico se realiza con la finalidad de obtener evidencias del cuerpo de la víctima. Se usa un cepillo de cerdas suaves para peinar la zona púbica, así como otras partes del cuerpo en las cuales puede haber evidencias del acto delictivo, tales como vellos púbicos o semen. En caso de encontrarse restos de semen deberá extraerse con hisopos y depositarse en un tubo de ensayo. El semen es una sustancia alcalina que se pega sobre superficies, tomando la forma de mapa mundi, es decir sustancioso en el centro y desciende su volumen hacia los extremos, además de ser una sustancia de rápido secado -al secarse adquiere un color crema brillante que puede detectarse. Si el examen no es realizado de inmediato, las muestras de semen o de fluidos corporales se toman del lugar en el que se hayan obtenido -cuidando de no tocarlas por cuanto pueden contaminarse. Si las muestras de fluidos se encuentran en una prenda de vestir se recorta la parte, aunque si se ha encontrado en una sábana es preferible examinarla entera.[cita requerida]
Aunque técnicamente, el personal médico no forma parte del sistema legal, solo el personal médico capacitado puede obtener pruebas que sean admisibles durante un juicio. La evidencia se recopila, firma y guarda bajo llave en un lugar seguro para garantizar que se mantengan los procedimientos de evidencia legal. Este procedimiento cuidadosamente monitoreado de recolección y preservación de evidencia se conoce como la cadena de evidencia. El mantenimiento de la cadena de evidencia desde el examen médico, las pruebas y la toma de muestras de tejido desde su origen de recolección hasta el tribunal permite que los resultados de la toma de muestras se admitan como prueba.

### Evidencia de ADN
La evidencia de ADN es un tipo de evidencia física y científica utilizada en la investigación y el enjuiciamiento de delito de violación. La evidencia de ADN en semen, cabello o sangre puede identificar sospechosos en investigaciones de agresión sexual.

### Falsa acusación
Una acusación falsa de violación es cuando una persona afirma que ha sido violada pero no ha ocurrido ninguna violación. Es difícil evaluar la verdadera prevalencia de las acusaciones falsas de violación, pero los académicos generalmente están de acuerdo en que las acusaciones de violación son falsas entre el 2% y el 10% de las veces. Un acusador puede tener varias motivaciones para afirmar falsamente que ha sido violado. Hay desacuerdo sobre cuántas categorías diferentes se pueden colocar. Algunos autores las clasifican en tres: venganza, producir una coartada o conseguir simpatía/atención. La pena por falsa acusación varía por país, en Reino Unido las personas sospechosas de hacer una acusación falsa de violación pueden ser acusadas del delito civil de «perder el tiempo de la policía» o del delito penal de «pervertir el curso de la justicia».

## Estadísticas
Las víctimas de violación o agresión sexual provienen de una amplia gama de géneros, edades, orientaciones sexuales , etnias, ubicaciones geográficas, culturas y grados de deficiencia o discapacidad. Las incidencias de violación se clasifican en varias categorías y pueden describir la relación del perpetrador con la víctima y el contexto de la agresión sexual, estos incluyen la violación en una cita, la violación en grupo, la violación conyugal, la violación incestual, el abuso sexual infantil, la violación en prisión, la violación por conocidos, la violación en la guerra y la violación legal. La actividad sexual forzada se puede cometer durante un largo período de tiempo con poco o ningún daño físico.
La Oficina de las Naciones Unidas contra la Droga y el Delito encuentran que, en todo el mundo, la mayoría de las víctimas de violación son mujeres y la mayoría de los perpetradores son hombres. Las violaciones contra mujeres rara vez se denuncian a la policía y el número de mujeres víctimas de violación se subestima significativamente. El sur de África, Oceanía y América del Norte registran las cifras más altas de violaciones. Un informe estadístico de las Naciones Unidas compilado a partir de fuentes gubernamentales mostró que la policía registraba anualmente más de 250.000 casos de violación o intento de violación, los datos informados cubrieron 65 países.
La mayoría de las violaciones son cometidas por alguien que la víctima conoce. Por el contrario, la violación cometida por extraños es relativamente poco común, las estadísticas reportadas por la Red Nacional de Violación, Abuso e Incesto indican que 7 de cada 10 casos de agresión sexual involucraron a un perpetrador conocido por la víctima.
La iniciación sexual forzada y la coerción durante la adolescencia se han informado en muchos estudios de mujeres y hombres jóvenes. Cuando los estudios han incluido tanto a hombres como a mujeres en la muestra, la prevalencia de denuncias de violación o coerción sexual ha sido mayor entre las mujeres que entre los hombre. Ya sea que sean objeto de trata de personas o no, las personas que ejercen el trabajo sexual corren un alto riesgo de sufrir violencia física y sexual, en particular donde el trabajo sexual es ilegal.
La violación es un delito poco denunciado. La prevalencia de las razones para no denunciar una violación difiere entre países. Pueden incluir el miedo a las represalias, la incertidumbre sobre si se cometió un delito o si el agresor pretendía hacer daño, no querer que los demás supieran sobre la violación, no querer que el agresor se meta en problemas, miedo al enjuiciamiento y duda en la aplicación de la ley local. Algunos países no definen el sexo forzado en un cónyuge como violación

## Situación y regulación por países
En la Unión Europea en 2018 solo siete países consideran por ley que el sexo sin consentimiento es violación según datos recopilados por Amnistía Internacional: Alemania, Bélgica, Chipre, Luxemburgo, Irlanda, Islandia y el Reino Unido. La mayoría de los países europeos continúan definiendo violación con parámetros de fuerza o de amenaza de fuerza, de coacción o de incapacidad para defenderse.
En el Reino Unido, los incidentes de violación y agresión sexual son enviados a un centro de referencia de agresión sexual (SARC por sus siglas en inglés). En Estados Unidos, la institución equivalente a los SARC está dirigida por enfermeras forenses de agresión sexual (SANE por sus siglas en inglés), quienes están totalmente calificadas y capacitadas para reunir evidencia forense en este tipo de casos. Se ha planteado una comparación de la fiabilidad y eficacia de las enfermeras forenses frente a la de los médicos, a la hora de realizar los exámenes de las denuncias de violación y agresión sexual. 
Una revisión de 8 estudios realizados en el Reino Unido y Estados Unidos, que constan de 2.700 participantes, concluyó que el tratamiento por enfermeras forenses produce mejores resultados que el tratamiento por médicos. Específicamente, es más probable que los denunciantes se sometan a un examen forense y que lo documenten, y también es más probable que reciban servicios para infecciones de transmisión sexual.

### América

#### Argentina
El Código Penal Argentino, desde 1999, no utiliza la palabra violación, pero tipifica el delito en el tercer párrafo del artículo 119, como un tipo agravado del delito de abuso sexual. El tipo penal distingue según la penetración se realice mediante "acceso carnal", es decir con el pene, en cuyo caso abarca la penetración vaginal, anal y oral, o se realice mediante otras partes del cuerpo o con un objeto, en cuyo caso solo abarca la penetración vaginal y anal. Cuando se trata de una persona menor de trece años, se considera siempre como si no hubiera habido consentimiento.

La pena será de seis (6) a quince (15) años de reclusión o prisión cuando mediando las circunstancias del primer párrafo hubiere acceso carnal por vía anal, vaginal u oral o realizare otros actos análogos introduciendo objetos o partes del cuerpo por alguna de las dos primeras vías.

La pena es de seis a quince años de prisión. La pena se agrava con un mínimo de ocho años y un máximo de veinte años de prisión en siete casos: a) grave daño; b) parientes, guardadores y ministros religiosos; c) enfermedad transmisible; d) dos o más personas; e) uso de armas; f) personal policial agresor; g) menor de edad conviviente.

#### Brasil
El Código Penal brasileño contempla el delito de violación en el art. 213 bajo la denominación de «estupro», tipificándolo como obligar a una mujer a mantener una «conjunción carnal», mediante violencia o grave amenaza. El tipo penal solo admite la violación para hombres como autores y mujeres como víctimas, solo contempla la penetración mediante el pene, y exige que exista violencia. En caso de menores de catorce años, débiles mentales y personas que no pueden oponer resistencia, la violencia se presume (art. 224).
La pena contemplada es reclusión de seis a diez años (art. 213).

#### Chile
El Código Penal de Chile contempla el delito de violación con esa denominación, en los arts. 361 y 362, tipificándolo como «acceso carnal» (oral, anal o vaginal), mediante violencia, amenaza o incapacidad para oponerse. Se condena con pena de presidio mayor en su grado mínimo a medio, que según el sistema punitivo chileno, se extiende entre 5 años y 1 día, a 15 años. Al utilizar la expresión «acceso carnal», el tipo penal chileno solo considera como violación la penetración mediante el pene, considerándola como un delito de menor gravedad si la penetración es realizada con objetos. 
Una forma agravada de violación sucede cuando la víctima es una persona menor de catorce años, en cuyo caso no se exige que exista violencia, amenaza o incapacidad para oponerse. La pena en este caso es siempre de presidio mayor en cualquiera de sus grado, que según el sistema punitivo chileno, se extiende entre 5 años y 1 día, a 20 años.

#### Ecuador
El Código Orgánico Integral Penal, vigente desde 2015, define en su artículo 171 a la violación como el acceso carnal mediante introducción parcial o total del miembro viril por la vía oral, vaginal o anal (o introducción de otros objetos por solo por la vía anal y/o vaginal) siempre que sea sin consentimiento, o realizado con personas enfermas o de capacidad reducida que no pueda resistirse, o cuando la víctima sea menor de catorce años de edad. Este delito es sancionado con pena privativa de libertad (reclusión) de diecinueve a veintidós años.

#### Estados Unidos
En Estados Unidos existen 58 jurisdicciones penales, 50 de las cuales son estados del país, cada una de ellas con autonomía para tipificar la violación. El delito no tiene una denominación unificada, denominándose «rape» en algunos casos, o modalidades agravadas de «ataque sexual» (sexual assault), «abuso sexual» (sexual abuse), o «agresión sexual» (sexual battery), en otros.
En 1962 el gobierno federal, en el Modelo de Código Penal (MPC), definió el delito de violación como «relación sexual con una mujer que no sea la esposa mediante fuerza o amenaza de causar daño severo». Debido a las presiones del movimiento feminista, en la década de 1970 se inició un proceso de redefinición de los delitos sexuales y la violación en particular. En 2011 el FBI actualizó el sistema unificado para informar crímenes (Uniform Crime Reporting) y realizó una reforma sustancial del concepto de violación, incluyendo todo tipo de penetración sexual, no haciendo mención de la esposa y eliminando la exigencia de violencia, o resistencia, definiendo la violación del siguiente modo: 

(Se considera violación a la) ...penetración, sin importar su extensión, de la vagina o el ano, con cualquier parte del cuerpo u objeto, o la penetración oral por un órgano sexual de otra persona, sin consentimiento de la víctima.
FBI, Uniform Crime Reporting, 2011.

En 2012, 18 jurisdicciones habían reformulado el tipo penal en el mismo sentido que el concepto definido por el FBI, estableciendo que no era necesaria la existencia violencia, bastando con que no haya existido consentimiento, con tendencia a ampliarse a otras jurisdicciones.

#### Nicaragua
En Nicaragua el delito de violación está regulado en los artículos 167 a 169 del Código Penal (Ley N.º 641 de 2007). El tipo penal nicaragüense del delito de violación adopta el criterio amplio que abarca todo tipo penetración, tanto del agresor como de la víctima, sea con el pene, un dedo, o un objeto, por vía vaginal, anal o bucal.

Art. 167. Quien tenga acceso carnal o se haga acceder o introduzca a la víctima o la obligue a que se introduzca dedo, objeto o instrumento con fines sexuales, por vía vaginal, anal o bucal, usando fuerza, violencia, intimidación o cualquier otro medio que prive a la víctima de voluntad, razón o sentido, será sancionado con pena de ocho a doce años de prisión. Pueden ser autores o víctimas de este delito, personas de uno u otro sexo.

La pena para la violación simple es de ocho a doce años de prisión. La pena se agrava cuando la misma acción suceda con una persona menor de catorce años, sin importar que exista o no exista el consentimiento, en cuyo caso la pena será de entre doce y quince años. La misma pena corresponde cuando se trata de violación agravada en cuatro casos: a) relación de autoridad o confianza; b) dos o más agresores; c) víctima especialmente vulnerable; d) grave daño a la salud. En caso de que concurrieran dos o más agravantes, la pena única es de quince años.

#### México
México realizó en 1991 una reforma considerable del capítulo dedicado a los delitos sexuales, ubicando el delito de violación en el título decimoquinto, incluido novedosamente dentro del grupo de "Delitos contra la libertad y el normal desarrollo psicosexual" del Código Penal Federal.
Según la nueva redacción del art. 265 del Código Penal, la violación está tipificada con la introducción del pene en la vagina, ano o boca, o de otra parte del cuerpo u objeto en la vagina o ano, por medio de violencia física o moral. También se considera violación las mismas acciones realizadas a menores de doce años (once años o menos). La pena para el delito sin agravantes es de ocho a catorce años de prisión.

#### Perú
En el Código Penal Peruano está regulado en el Capítulo IX «Violación de la libertad sexual» (Arts. 170 al 178).
- Se define la violación sexual al que obliga a una persona a tener acceso carnal por vía vaginal, anal o bucal o realiza otros actos análogos introduciendo objetos o partes del cuerpo por alguna de las dos primeras vías. Se sanciona con pena privativa de libertad no menor de seis ni mayor de ocho años.

En el Perú, el 76 % de las víctimas de violación sexual está conformado por menores de edad, según un estudio realizado por el Programa de Investigaciones Criminológicas y Análisis Prospectivo del Ministerio Público, que abarca el periodo 2013 - 2017.

#### Venezuela
En Venezuela el delito de Violación se encuentra tipificado en el artículo 374 del Código Penal, en los siguientes términos:
«Artículo 374. Quien por medio de violencias o amenazas haya constreñido a alguna persona, de uno o de otro sexo, a un acto carnal por vía vaginal, anal u oral, o introducción de objetos por alguna de las dos primeras vías, o por vía oral se le introduzca un objeto que simulen objetos sexuales, el responsable será castigado, como imputado de violación, con la pena de prisión de diez años a quince años. Si el delito de violación aquí previsto se ha cometido contra una niña, niño o adolescente, la pena será de quince años a veinte años de prisión.
La misma pena se le aplicará, aun sin haber violencias o amenazas, al individuo que tenga un acto carnal con persona de uno u otro sexo:
1. Cuando la víctima sea especialmente vulnerable, por razón de su edad o situación, y, en todo caso, cuando sea menor de trece años.
2. O que no haya cumplido dieciséis años, siempre que para la ejecución del delito, el responsable se haya prevalido de una relación de superioridad o parentesco, por ser ascendiente, descendiente o hermano, por naturaleza o adopción, o afines con la víctima.
3. O que hallándose detenida o detenido, condenada o condenado, haya sido confiado o confiada la custodia del culpable.
4. O que no estuviere en capacidad de resistir por causa de enfermedad física o mental; por otro motivo independiente de la voluntad del culpable o por consecuencia del empleo de medios fraudulentos o sustancias narcóticas o excitantes de que este se haya valido.
Parágrafo único: Quienes resulten implicados en cualquiera de los supuestos expresados, no tendrán derecho a gozar de los beneficios procesales de ley, ni a la aplicación de medidas alternativas del cumplimiento de la pena».
En el encabezado de este artículo se tipifica el delito de violación mediante violencias y/o amenazas, mientras que en el aparte y sus numerales esta tipificada la violación presunta en la cual aun cuando no medie violencia, esta se presume por las especiales condiciones de vulnerabilidad de la víctima.

### Asia

#### India
India es uno de los países con leyes más deficientes y variables respecto a la violación. La condena puede ir desde una disculpa hasta la pena de muerte. algunos casos de esto son:
- en 2014 una mujer fue violada y la justicia condenó al culpable a pedirle disculpas tocándole los pies, lo cual es una muestra de respeto en el país, sin embargo, para la mujer no fue suficiente y terminó suicidándose.[191]
- en 2015 una mujer discapacitada fue violada sexualmente por un grupo de 7 hombres y posteriormente la asesinaron, y a ellos los condenaron con la pena de muerte, lo cual fue más influido por el asesinato que por la violación.[192]

### Europa

#### Alemania
En Alemania se define violación en función de la ausencia de consentimiento de la víctima. Desde noviembre de 2016 la ley considera violación el acto sexual realizado «contra la voluntad identificable de otra persona» y aclara que esa «voluntad identificable» de negativa a la relación sexual puede ser «explícita» (es decir, verbal) o «implícita» con lágrimas, gemidos o muestras de dolor.

#### España

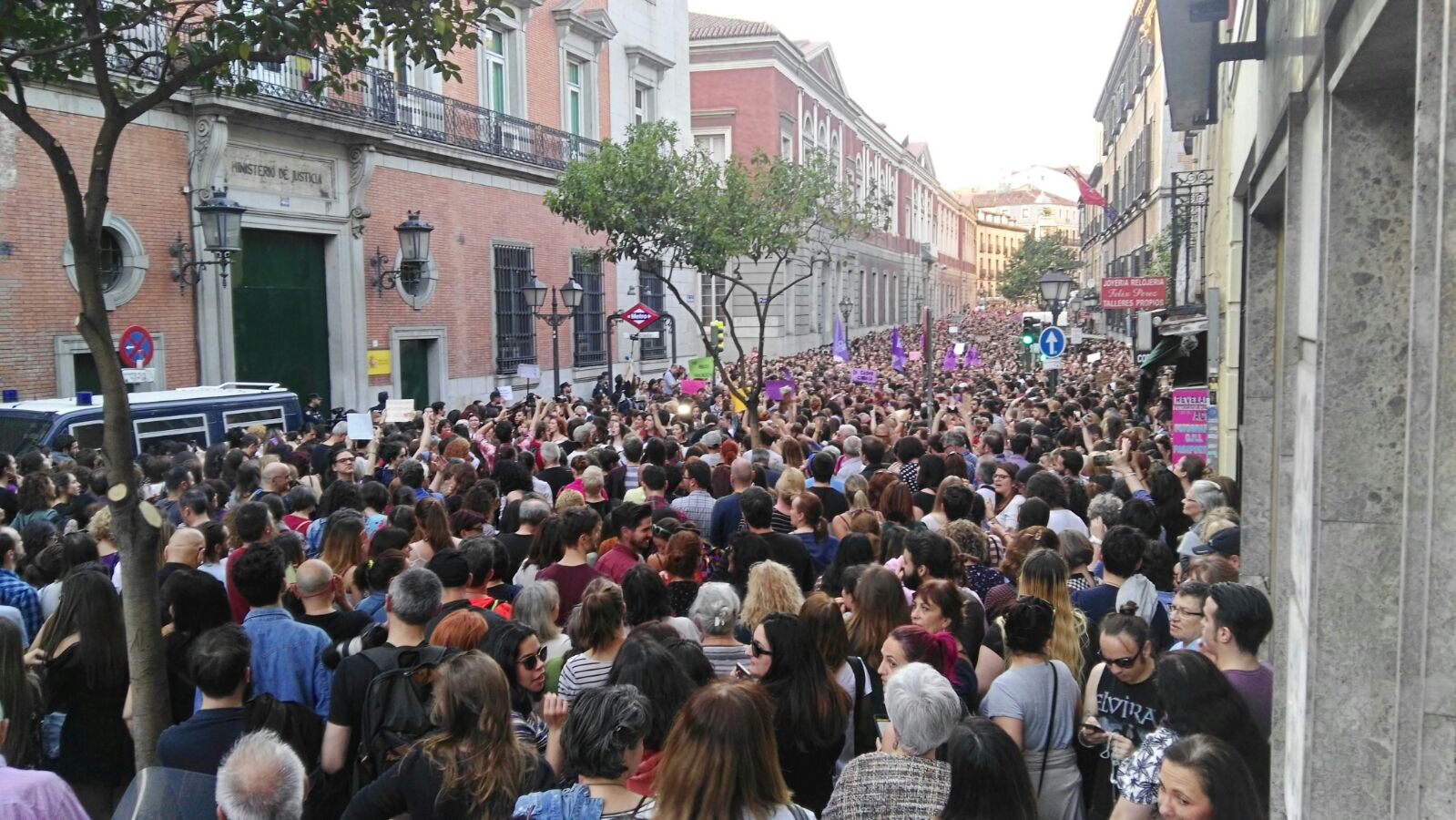
Protesta frente al Ministerio de Justicia de Madrid por la sentencia en el Caso de La Manada, el 28 de abril de 2017.

El del sujeto pasivo, ya se ha abandonado la antigua doctrina que exigía que ésta fuera trascendente, casi heroica, para estimarse más adelante que la resistencia debía ser seria, más tarde definida como razonable. En efecto, lo que no debe ser ignorado es que cada persona que sufre una violación, reacciona de distinta manera y con distinta intensidad ante una agresión sexual de este tipo, de acuerdo con la específica personalidad de cada uno. De ahí que la víctima no tiene porqué ofrecer una resistencia propia del héroe; quizás ni siquiera tendría que ser seria, bastando con que sea razonable ante la situación creada por el agresor. La víctima puede ser consciente de que una resistencia a ultranza solo puede resultar infructuosa o llevar, incluso, a peores consecuencias. Tiende a considerarse que si la negativa a la relación sexual fue manifestada claramente, sin importar el modo, debe estimarse como suficiente.
La jurisprudencia del Tribunal Supremo deja constancia de que incluso la mujer puede solicitar al violador que utilice un preservativo y ello no convierte el acto sexual en consentido. El máximo órgano jurisdiccional español considera que el instar al uso del condón es únicamente para evitar un embarazo no deseado y/o contraer una enfermedad de transmisión sexual.
Lo que califica la agresión sexual del artículo 179 del Código Penal no es la mayor o menor resistencia, sino la falta de consentimiento para el contacto sexual mediante penetración anal, bucal o vaginal, que se obtiene mediante la violencia o el miedo. El tipo básico de las agresiones sexuales, artículo 178 citado, vincula la presencia de la violencia o intimidación al atentado contra la libertad sexual de la víctima, sin establecer otras circunstancias personales u objetivas para entender consumado el tipo. En este sentido el elemento normativo expresado en la alternativa violencia o intimidación, tratándose además de un tipo comprendido dentro de los delitos contra la libertad sexual, que afecta al libre consentimiento del sujeto pasivo, constituye el fundamento del delito, es decir, el castigo se produce por cuanto se coarta, limita o anula la libre decisión de una persona en relación con su actividad sexual.
Para delimitar el condicionamiento típico debe acudirse el conjunto de circunstancias del caso concreto que descubra la voluntad opuesta al acto sexual, ponderando el grado de resistencia exigible y los medios coactivos para vencerlo.

#### Islandia
En Islandia en marzo de 2018 se aprobó una nueva ley que destaca por el enfoque que da al consentimiento. La revista islandesa en inglés The Reykjavik Grapevine resume el enfoque señalando que «la ley islandesa ha pasado de preguntar a una víctima de violación: ¿dijo usted no? a 'Dijo ella -o él- sí?'». El sí, verbal o expresado de otro modo no se considera consentimiento si la persona se halla en estado de profunda intoxicación etílica o de otro tipo, pues no es un consentimiento informado.

#### Suecia
El 1 de julio de 2018 entró en vigor una ley en la que se considera probado que hubo violación si no se dio consentimiento, verbal o por otros medios claros, a tener relaciones sexuales.